# Cormocephalus inopinatus
Cormocephalus inopinatus är en mångfotingart som först beskrevs av Kraepelin 1908.  Cormocephalus inopinatus ingår i släktet Cormocephalus och familjen Scolopendridae. Inga underarter finns listade i Catalogue of Life.